# Les Cours Sonou
Les Cours Sonou (LCS) est une université privée bilingue au Bénin fondée en 2007 par Fabrice Sonou qui forment ses apprenants dans les disciplines de l’administration des entreprises, des relations internationales et des sciences politiques,,,,.

## Création
Créée en 2007 par  Fabrice Sonou sous l’appellation de l'Institut Universitaire Les cours Sonou, Les cours Sonou est une université  dont le siège est situé à Sodjatinmè dans la commune de Cotonou. L'université est aussi présente dans les villes telles que Porto-Novo, Parakou, Bohicon, Abomey-Calavi, Comè, Dassa-Zoumè. Cotonou est la ville qui compte le grand nombre de sites notamment, dans les quartiers d'Atinkanmey, de Zongo, de Maro-Militaire, d'Akpakpa-Tokplégbé et d'Avakpa.

## Formations
LCS offre des formations dans dix filières en licence et quatre en master agrées par le ministère béninois de l'enseignement supérieur et de la recherche scientifique qui se présentent comme suit : licence professionnelle en marketing et action commerciale; licence professionnelle en comptabilité et finance d’entreprise; licence professionnelle en banque finance et assurance; licence professionnelle en management des ressources humaines; licence professionnelle en communication d’entreprise; licence professionnelle en journalisme, licence professionnelle en informatique; licence professionnelle en création d’entreprise et gestion des projets; licence professionnelle en administration des affaires; licence professionnelle en science politique et relations internationales; master en gestion des ressources humaines, master en gestion des projets; master en audit et contrôle de gestion; master en science politique et relations internationales,.

## Admission
L'admission aux Cours Sonou se fait par inscription et sous présentation de certaines pièces exigées par l'université,,.

## Distinctions
Depuis sa création, les cours Sonou a reçu plusieurs distinctions nationales et internationales dont :
- 2006 au Bénin -    Certificat de Mérite des Grands Bâtisseurs[14]

- 2008 au Bénin -    La palme de l’entreprise la plus innovante décernée par le Cabinet international Eco Finance Entreprises[15]
- 2014 à Genève -   Prix international de la qualité[8].
- 2016 à Bruxelles - Prix international de la qualité[8].

## Galerie

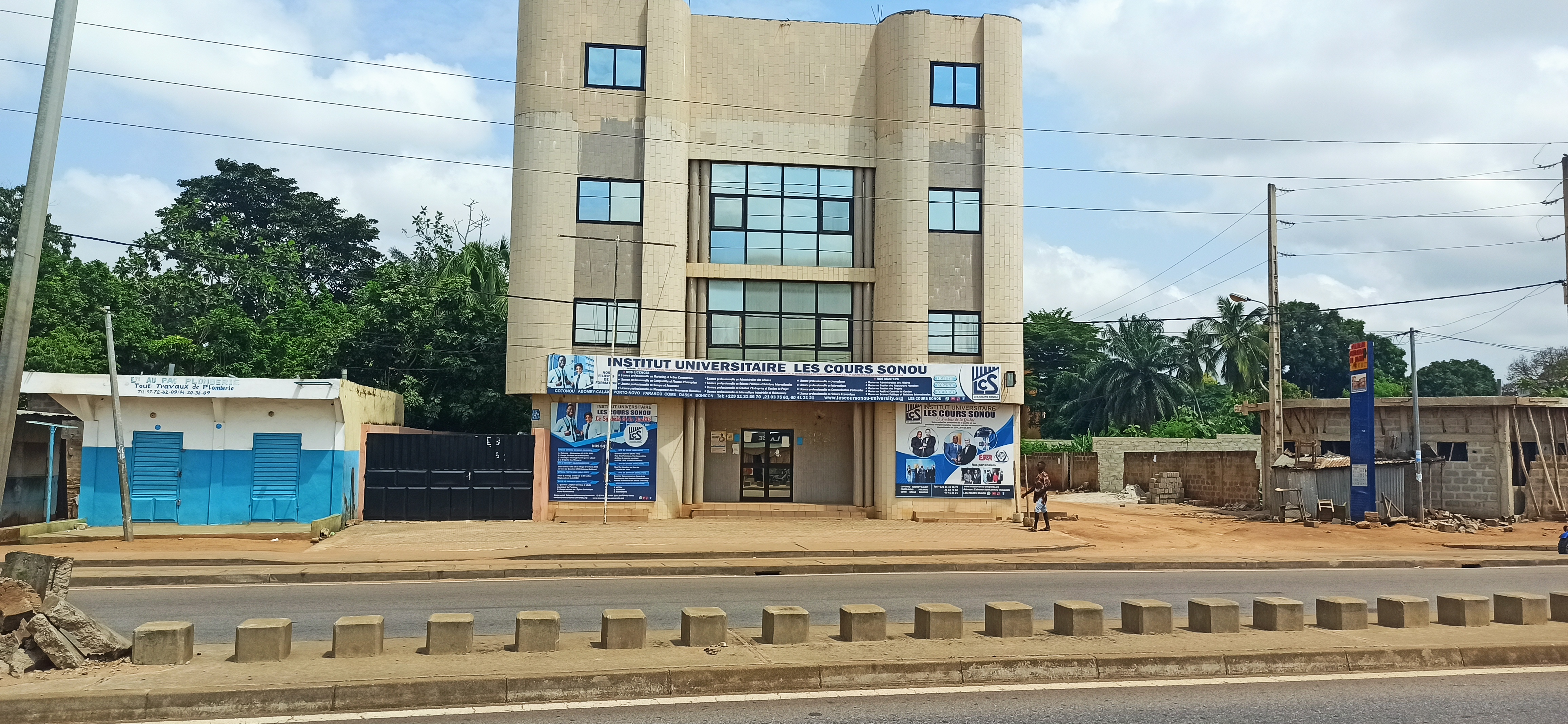
Les cours Sonou Université de Calavi vue basse
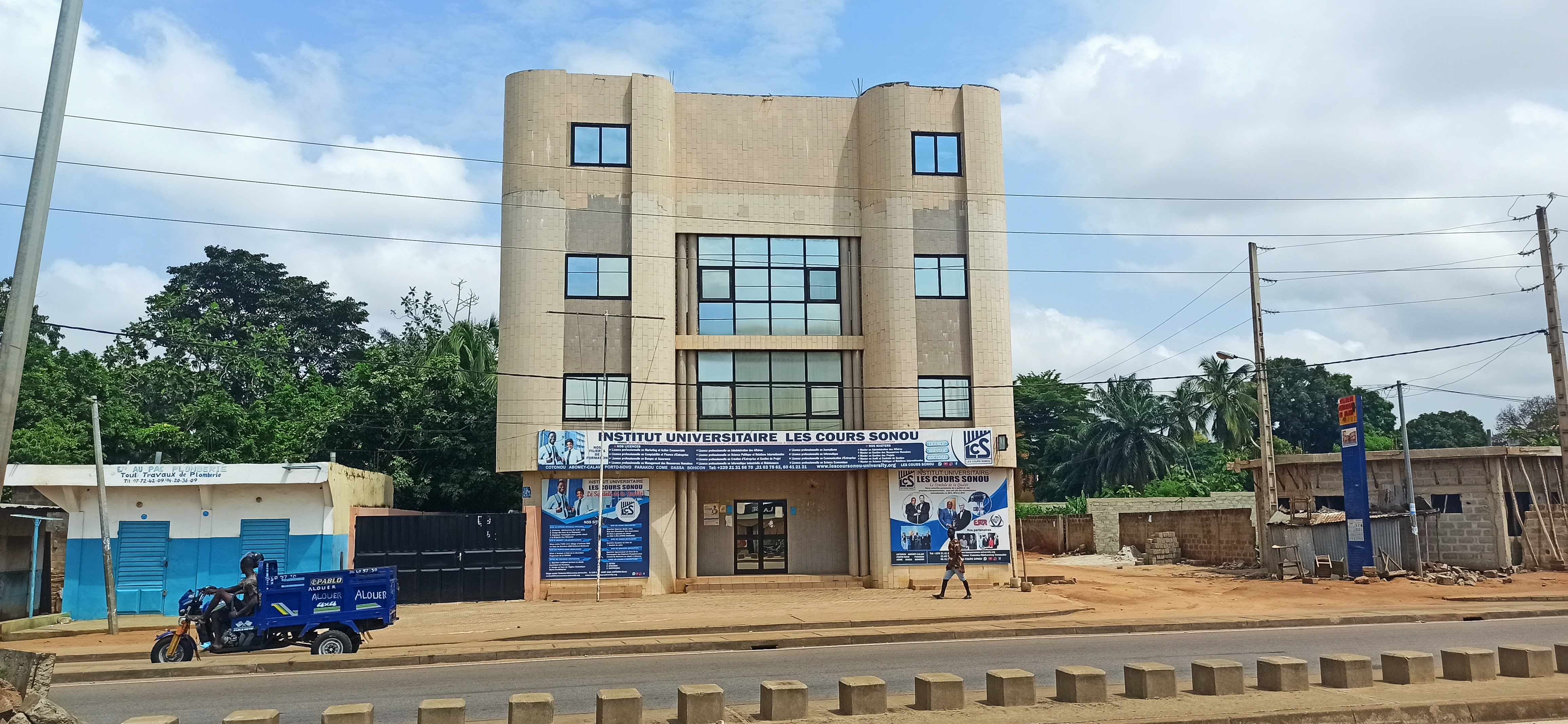
Les cours Sonou Université de Calavi avec Cloboto passant
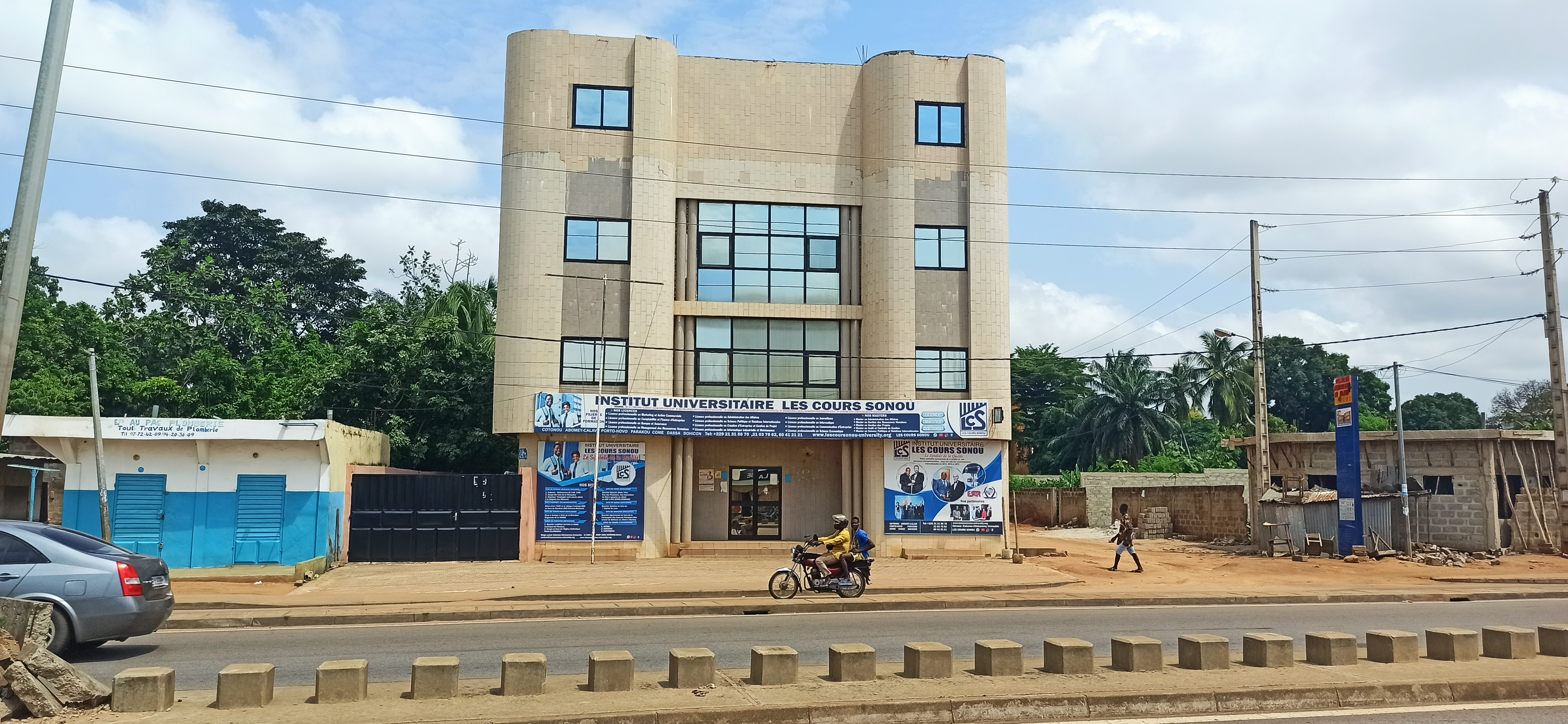
Les cours Sonou Université de Calavi vue complète
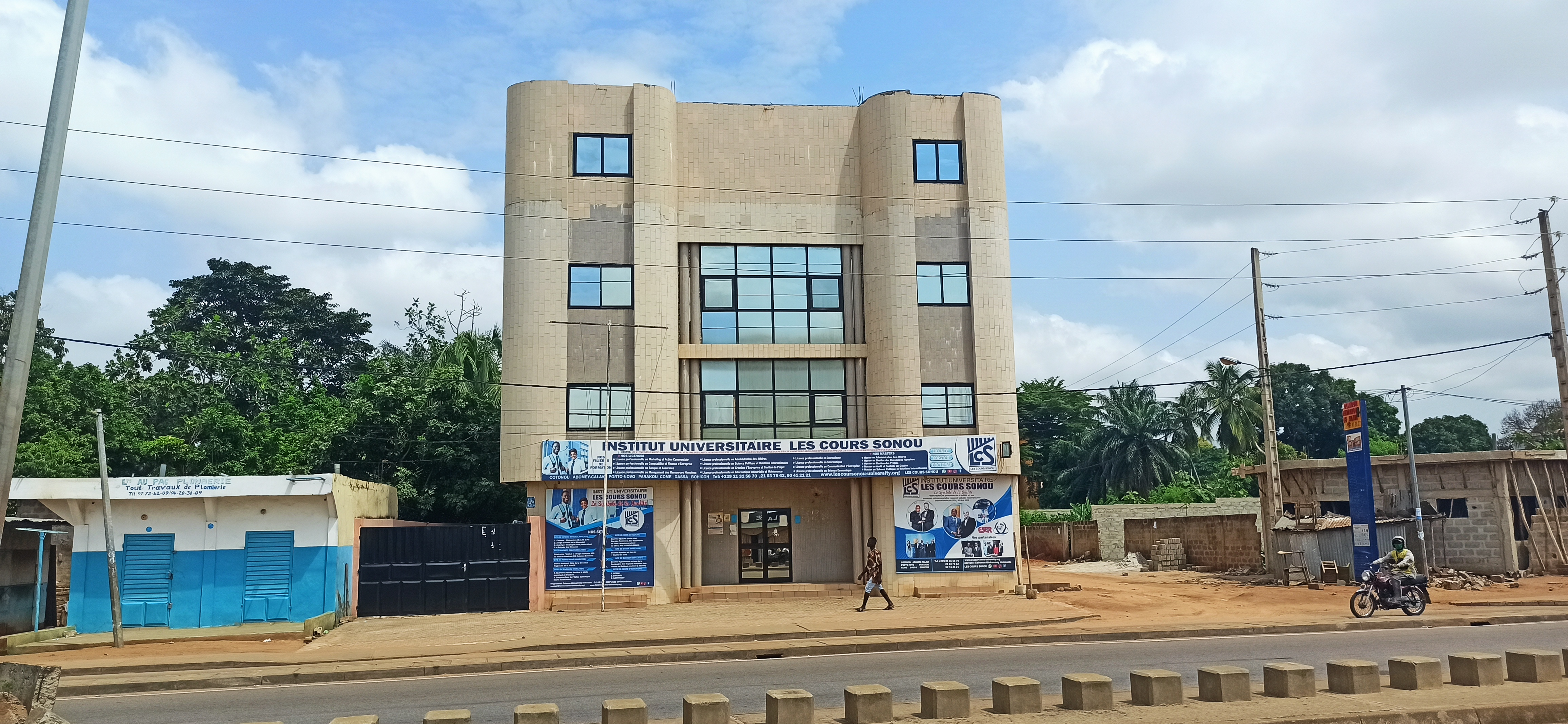
Les cours Sonou Université de Calavi avec Zemidjan arrivant